# Audoin
Audoin, tudi Alduin, Auduin ali Audoin  (langobardsko Aldwin ali Hildwin) je bil približno od leta 546 do približno 560 (546-566  ali 547/548–552?) dux (vojvoda) ali rex (kralj) Langobardov, * ni znano, † po 560. 
Med njegovo vladavino so Langobardi leta 541 postali federati Bizantinskega  cesarstva. S podpisom pogodbe s cesarjem Justinijanom I. so dobili oblast v Panoniji in severno od nje. Audoin se je obvezal,  da bo od leta 551 pošiljal svoje vojake generalu Narsesu v Italijo, ki se je vojskoval z Ostrogoti. Leta 552 mu je poslal  več kot 5.000 mož, da bi porazili Gote na pobočjih Vezuva. Kljub temu je bil dovolj močan, da je v tem letu s pomočjo svaka Amalafrida težko porazil Gepide. V bitki pri Asfeldu je Audoinov sin Alboin ubil Turismoda, najstarejšega sina gepidskega kralja Turisinda.
Umrl je leta 563 ali 565. Nasledil ga je sin Alboin, ki je povedel Langobarde v Italijo. Tam se je poročil z Rodelindo, hčerko Amalaberge in Turingijskega kralja Hermanfrida.